# Valle Giulia

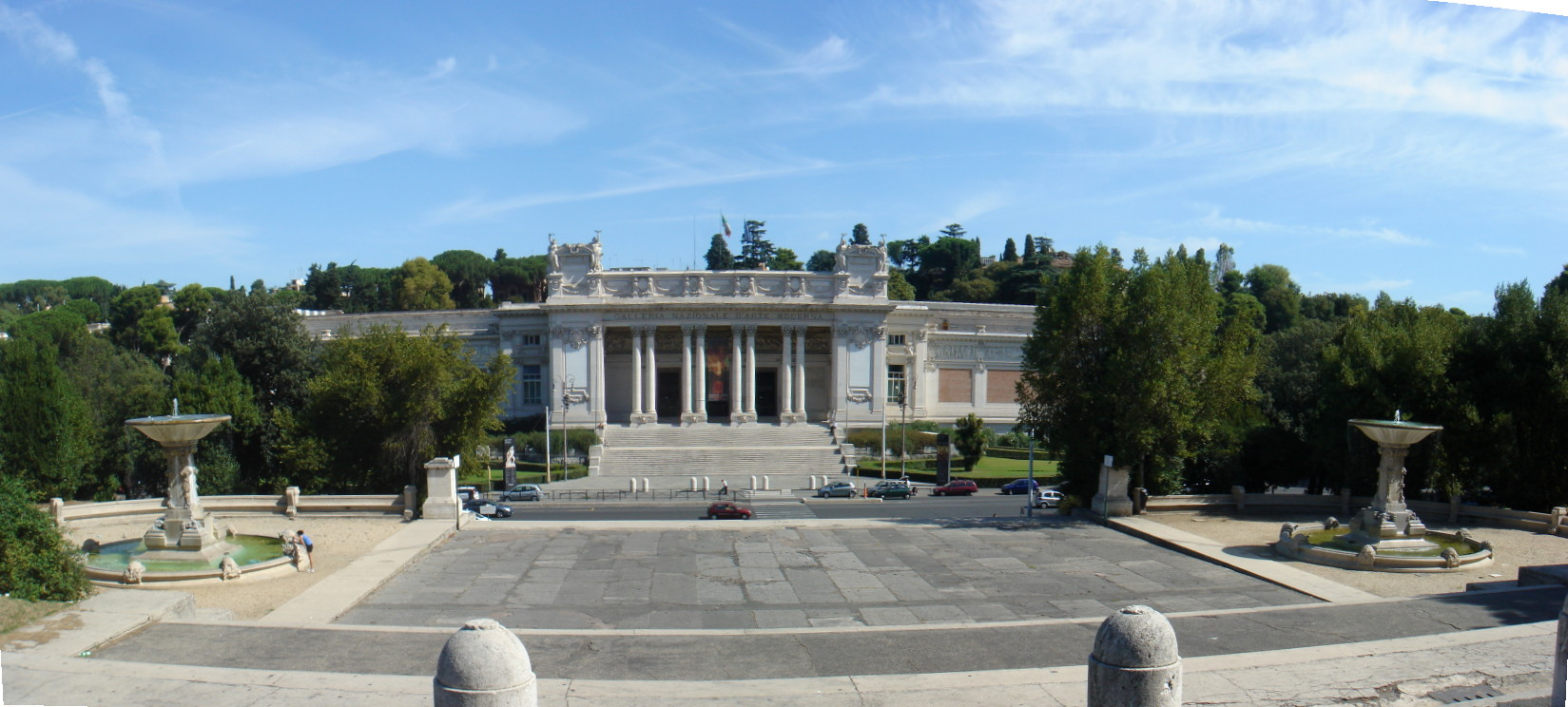
La Galleria Nazionale d'Arte Moderna di Roma.

Valle Giulia è una zona centrale di Roma, tra Villa Borghese e la collina dei Parioli, una piccola valle dove ancora oggi è collocata Villa Giulia, oggi sede del Museo nazionale etrusco di Villa Giulia, dal nome di papa Giulio III, opera del Vignola.
L'assetto attuale della valle deriva, in larga misura, da quello che le fu dato in occasione dell'esposizione nazionale del 1911: vi sorge la Galleria Nazionale d'Arte Moderna, opera di Cesare Bazzani, edificata per l'occasione. A partire dal 1911, proseguendo poi nei periodi successivi, ha avuto luogo la localizzazione nell'area di molti istituti di cultura di Paesi esteri, come il Regno Unito, il Belgio, il Giappone, la Romania. Alle pendici della collina che prospetta la valle ha sede la prima facoltà italiana di architettura, inaugurata da "La Sapienza" nel 1920 ed ancora oggi esistente.
Il 1º marzo 1968 l'area attorno alla facoltà di architettura fu teatro di gravissimi scontri tra studenti e forze dell'ordine, dando vita alla celebre battaglia di Valle Giulia, ricordata come uno degli avvenimenti più importanti del Sessantotto italiano. 
Il testo che Pier Paolo Pasolini dedicò a quell'evento ("Il PCI ai giovani!"), interpretato spesso come un intervento a favore dei poliziotti, ha avuto in seguito letture più articolate, basate sui chiarimenti dati dallo stesso scrittore.